# Нагапетян, Корюн Григорьевич
Корюн Григорьевич Нагапетян (по документам — Карюн Григорьевич Нагапетьян, 16 марта 1926, Ацик — 25 июля 1999, Москва) — советский художник, активный участник и лидер движения нонконформистов, основатель и руководитель художественной группы «Двадцать московских художников», художник-конструктор, дизайнер, живописец, график, шрифтовик, иллюстратор книг и журналов, социолог, философ, публицист и общественный деятель. Член Международной Федерации Художников ЮНЕСКО, член Творческого Союза Художников России. Его работы находятся в музеях, галереях и частных коллекциях многих стран мира.

## Начальная биография
Родился в семье железнодорожного рабочего и крестьянки в селе Ацик под Ленинаканом. В годы Великой Отечественной войны с 15-ти летнего возраста наравне со взрослыми трудился в колхозе трактористом, совмещая работу с учебой в Ленинаканской художественной школе им. Меркурова С. Д. (до 1950 г. учебное заведение имело название «4-х летняя школа живописи г. Ленинакана»).
В 1944 году в соответствии с Законом СССР от 07.08.1932 года («Закон о 3-х колосках») был арестован и осужден на 10 лет.
В 1948 году Нагапетян К. Г. бежал из лагеря и после длительных скитаний по стране обосновался в Узбекистане.

## Работа и учёба
В 1948 году по поддельным документам устроился на работу на Бухарский Хлопкоочистительный завод. Вначале работал простым грузчиком, а затем начальником сушилки, начальником пильного хозяйства.
С 1950 по 1952 гг. Нагапетян К. Г. трудился в Историко-краеведческом музее города Бухары Цитадель Арк художником, младшим научным сотрудником музея по отделу народного творчества. Там он познакомился с художником, востоковедом Никитиным Г. Н., который стал для Нагапетяна К. Г. духовным учителем, образцом самоотверженной преданности искусству.
В условиях послевоенной неразберихи Никитин Г. Н. помог восстановить своему ученику подлинные документы и посоветовал ехать учиться в Москву.
После переезда в Москву в 1952 году будущий художник начал свою творческую деятельность с профессии маляра, как наиболее близкой к художественному ремеслу. Реставрировал исторический экспонат «Траурный поезд В. И. Ленина» в вагонном депо «Бирюлево» Московско-Донбасской железной дороги. В настоящее время экспонат находится на Павелецком вокзале в Павильоне-музее «Траурный поезд В. И. Ленина».
С 1953 по 1961 гг. Нагапетян К. Г. прошел трудовой путь от простого рабочего до старшего мастера прессового цеха на заводе им. Лихачева. Во время работы в прессовом цехе производственная травма лишила будущего живописца важнейшего «рабочего инструмента художника» — правого глаза.
Уникальность художника заключается в том, что, несмотря на производственную травму, имея монокулярный тип зрения, он смог получить высшее художественное образование и стать профессиональным художником.
В Москве в 1968 году Нагапетян К. Г. закончил Московское высшее художественно-промышленное училище (б. Строгановское), а затем в 1974 году — аспирантуру при нем. В 1976 году получил второе высшее образование на философском отделении пропагандистского факультета Университета марксизма-ленинизма при МГК КПСС.
С 1963 по 1965 гг. Нагапетян К. Г. работал на ВДНХ во Всесоюзном научно-исследовательском институте технической эстетики (ВНИИТЭ) в качестве художника отдела художественного конструирования средств транспорта, инженера отдела художественного конструирования сельскохозяйственной техники, инженера отдела художественного конструирования средств транспорта.
С 1965 по 1970 гг. осуществлял свою деятельность во Всесоюзном научно-исследовательском институте торгового машиностроения (ВНИИТОРГМАШ). Работал ведущим конструктором отдела комплексной механизации и автоматизации складов и подъемно-транспортного оборудования, главным художником-конструктором отдела технологий, нормализации и ГОСТов.
Нагапетян К. Г. лично и в содружестве с инженерами машиностроителями разработал ряд художественно-конструкторских проектов отдельных машин и комплексов оборудования для отрасли торговли и общественного питания.
Большинство разработок выполненных во ВНИИТОРГМАШ были реализованы в серийном производстве.
Нагапетян К. Г. автор и соавтор многих изобретений и дизайнерских проектов, на которые были получены Авторские свидетельства СССР и патенты на промышленные образцы.
В 1970 году Нагапетян К. Г. был приглашен на работу в г. Ереван Армянской ССР в Опытно-конструкторское бюро технологии и оборудования «Нейтрон» в качестве начальника лаборатории промышленной эстетики, главного конструктора по эстетики.
После возвращения в Москву в 1971 году короткое время работал в Московском специальном художественно-конструкторском бюро легкого машиностроения Министерство машиностроения для легкой и пищевой промышленности и бытовых приборов СССР в качестве заведующего сектором, главного конструктора проекта.
В 1973 году вновь перешел во ВНИИТОРГМАШ на должность заведующего отделом художественного конструирования.

## Творческая деятельность
Перед поступлением в ВУЗ в начале 60-х годов Нагапетян К. Г. работал художником-шрифтовиком художественно-оформительского цеха на ВДНХ в производственно-оформительском комбинате (ПОК ВДНХ). Его работу курировал Лучишкин С. А.
Под руководством Лучишкина С. А. его подопечный принимал участие в оформлении многих советских и зарубежных выставок. С. А. Лучишкин покровительствовал молодому сотруднику и Нагапетян К. Г. считал его своим учителем и наставником.
В это же время в художественно-производственных мастерских ВДНХ трудился художником-плакатистом В. Немухин, давний приятель Нагапетяна К. Г., который познакомил его со своими друзьями и однокурсниками по художественному училищу памяти 1905 года будущими художниками-нонконформистами: Н. Вечтомовым, Л. Мастерковой, Д. Плавинским, Л. Крапивницким, О. Рабиным и со всей Лианозовской группой художников, лидером которой являлся О. Рабин. По заданию Комбината декоративно-оформительского искусства МОХФ РСФСР О. Рабин, Н. Вечтомов и Л. Кропивницкий оформляли павильоны ВДНХ.
Лианозовская группа и ее ближайшее окружение оказало значительное влияние на творческую судьбу Нагапетяна К. Г.
В 1974 году О. Рабин пригласил Нагапетяна К. Г. участвовать в скандально известной «Бульдозерной выставке» и выставке в лесопарке «Измайлово».
С 1976 года основное место работы Нагапетяна К. Г. — Московский объединенный комитет профсоюза художников-графиков, который располагался на Малой Грузинской 28. Нагапетян К. Г. был в числе первых членов секции живописи при Московском объединенном комитете профсоюза художников-графиков, решение о создании которой ещё в конце 1975 года принимал первый секретарь МГК КПСС В. В. Гришин.
Нагапетян К. Г. иллюстрировал книжную продукцию, работал над уставом организации, избирался в худсовет и местком, организовывал выставочные процессы.
В 1977 году создал и являлся бессменным руководителем художественной группы «20-ти московских художников». Группа осуществляла свою деятельность в рамках секции живописи Московского объединенного комитета профсоюза художников — графиков.
«Горком профсоюзов» (народное название) являлся, по своей сути, первым своеобразным «островком творческой свободы» в Москве 70-80 годов. За 10 лет существования «Двадцатки», группа провела 10 выставок и её выставки посетило более миллиона москвичей и гостей столицы. Первая выставка состоялась в 1978 году и последняя — десятая — в 1987 году.
Через 4 года собравшись на короткое время с 23 апреля по 14 мая 1991 года под эгидой Международной Федерации художников (ЮНЕСКО), Профессионально-творческого союза художников и графиков в рамках выставки «Малая Грузинская 28» художники «Двадцатки» провели еще одну свою выставку в выставочном зале «Манеж». Предполагалось, что далее экспозиция переедет в Конгресс США, но проведение мероприятия в США так и осталось в планах.
В последние годы своей жизни художник стал постепенно отдаляться от живописи и занялся научной публицистикой. Он написал книгу «Вторжение Земли в Гелиосистему». В этой работе Нагапетян К. Г. предложил читателям новую концепцию происхождения Земли, зарегистрированную в Роспатенте как «Ноу — Хау». В ней нашли отображения и область изобразительного искусства, и система взаимосвязи Земля — Человек — Космос, и шрифтовая культура.
О шрифтовой культуре Нагапетян мог говорить часами. Он считал, что в шрифт можно заложить информацию, найти в нём исцеление и обрести чувство патриотизма. Продолжая дело своего древнеармянского предшественника тезки Корюна, художник мечтал, что 30 созданных им шрифтовых гарнитур когда-нибудь войдут во все компьютеры мира и смогут закодировать любую нацию на добро и прогресс путём изменения начертания букв.

## Участие в общественно-политическом движении
Нагапетян К. Г. выступал на многих митингах, захлестнувших конец 80-х и начало 90-х годов XX столетия Россию. Выступал он и на знаменитых митингах в Лужниках с тех же трибун, где произносили свои речи Б. Н. Ельцин, А. Д. Сахаров и много других демократов первой волны.
Но политические симпатии художника охватывали не только глубоко национальные интересы. Он выступал и в поддержку курдов, находящихся в оппозиции Турецкому правительству, и в защиту китайских студентов после известных событий на площади Тяньаньмэнь в Пекине в 1989 г.
Нагапетяну К. Г. делались неоднократные предложения баллотироваться в депутаты Верховного Совета, а затем и в Думу, но он упорно отказывался. Являясь по своему характеру лидером, он боялся потерять свою индивидуальность среди массы новоиспеченных парламентариев, да и искусство он считал выше политики.
Художник всегда хотел быть в центре событий, где бы они ни происходили, и какими бы опасными последствиями для него не грозили.
Нагапетян К. Г. был наиболее энергичным членом группы активистов, которые в начале 60-х годов, в условиях всесилия тоталитарной системы, тайно организовали армянские землячества в Москве. В конце 80-х годов новый стимул к национальной самоорганизации московские армяне получили вместе с началом карабахского движения и митингами в его поддержку на армянском кладбище в Москве.
13 марта 1988 года Нагапетян вместе с М. Шамировым и В. Огаджаняном сформировали из наиболее активных участников митингов первую серьёзную организацию московских армян — Московский Комитет «Карабах». Комитет «Карабах» явился своеобразным катализатором для активизации процессов образования множества московских армянских общественных организаций, которые в 2000 году Абрамяну А. А. удалось объединить в один мощный общественный орган «Союз армян России».
Всего год художник не дожил до этого события. 25.07.1999 года Нагапетян К. Г. был убит в своей квартире-мастерской 3 выстрелами из пистолета неустановленным преступником, выполнившим чей-то кровавый заказ. Одна из пуль пробила грудь художника и повредила полотно живописца, которое располагалось за его спиной. Это был пейзаж «Озеро Севан».
Являясь вдохновителем ежегодных пикетов у Турецкого посольства, он до конца своей жизни активно боролся за официальное признание геноцида армян Османской (Турецкой) республикой в 1915 г.
Похоронен на Армянском кладбище в Москве.
По версии книги С. Шириняна «Армяне народ созидатель чужих цивилизаций» в 2014 году Нагапетян К. Г. вошел в число 1000 известных армян в мировой истории.

## Выставочная деятельность
Первая попытка публичного показа авангардных работ художника происходила 15 сентября 1974 года в Беляево. Эта выставка, впоследствии названная «Бульдозерной выставкой», после разогнанной Хрущевым Н. С. выставки в Манеже в 1962 году, стала наиболее заметным событием в художественной жизни Москвы.
Примерно через 2 недели после «Бульдозерной выставки» в Измайловском лесопарке на открытом воздухе состоялся уже разрешенный властями вернисаж, на котором демонстрировались полотна, спасенные художниками в Беляево, в том числе и работы Нагапетяна К. Г.
1975 «Предварительные квартирные просмотры к Всесоюзной выставке». Москва.
Выставка «Авангард-75» в Доме Культуры ВДНХ.
1976 «Весенние квартирные выставки» (предварительные экспозиции к предстоящей выставке в залах на Беговой улице). Москва.
«Экспериментальная выставка» в помещении МОСХ на Беговой улице. 1976 г.
Затем были следующие выставки: «Молодые художники в поездках по стране». Выставочный зал МОСХ (Вавилова, 65). 1976 г.
Выставочный зал при объединенном горкоме художников графиков на Малой Грузинской 28. Январь-февраль 1977 г.
Регулярные ежегодные выставки «20 московских художников» на Малой Грузинской 28. С 1978 по 1987 гг.
Международный конкурс «Человек, человечность, человечество». 1987 г.
Выставочный зал «Манеж» — «Малая Грузинская 28». 1991 г.
Выставка «Золотая кисть-93». 1993 г.
Персональная выставка в Зеленограде. «Хочу отдать долг России». 1994 г.
Персональная выставка в художественном салоне на Украинском бульваре в Москве. 1995 г.
«Галерея на Песчаной». «Арарат и Ной». 1999 г.
Первая персональная посмертная выставка в Культурном Центре Осетинской общины. 2003 г.
Вторая персональная посмертная выставка в Московском музее современного искусства «Расстрелянный пейзаж». 2006 г.

## Шрифтовые гарнитуры
«Сила знака равна силе средств генной инженерии, определяющей мировоззрение человека» (Нагапетян К. Г.)
В 1994 году Корюн Нагапетян для московской армянской газеты «Юсисапайл» («Северное Сияние») разработал одноимённый шрифт.